# North Frodingham
North Frodingham är en by och en civil parish i kommunen East Riding of Yorkshire i England. Orten har 830 invånare (2011). Byn nämndes i Domedagsboken (Domesday Book) år 1086, och kallades då F(r)otingham.